# Гильом Гарсия де Фезансак
Гильем (Гильом) Гарсия (фр. Guillaume Garcès, гаск. Guilhem Gassia; ум. ок. 960) — граф де Фезансак с ок. 920, второй сын герцога Гаскони Гарсии II Санша, родоначальник Фезансакского дома.

## Биография

### Правление
Год рождения Гильема неизвестен. Он был вторым из трёх сыновей герцога Гаскони Гарсии II Санша. После смерти герцога Гарсии его владения были разделены между сыновьями. Старший, Санш IV Гарсия получил графство Гасконь, включавшее владения в современном французском департаменте Ланды от Бордо до ворот Байонны, и от Эра до Лектура, а также герцогский титул, однако власть его оказалась ограничена только личными владениями. Второй, Гильем получил графство Фезансак, а третий, Арно Ноннат, — графство Астарак.
В состав владений Гильема кроме собственно Фезансака входила также территория будущего графства Арманьяк, а также область Озан, располагавшаяся между Мансье и Кастельно-д’Озан. Главным городом в его владениях был Вик.
О правлении Гильема известно мало. Его имя стоит на акте, датированном маем 926 года, которым церкви Святой Марии в Оше передаётся церковь Сен-Жан-д’Эспа. На эмблеме Гильема был изображён червлёный лев на серебряном поле. Эта эмблема позже стала гербом Фезансака.
Точный год смерти Гильема неизвестен. Граф Руэрга Раймунд I передал Гильему два аллода, которые после смерти Гильема в 961 году перешли монастырям Сен-Пьер-де-Гондом и Сен-Оренс-д’Ош.
После смерти Гильема его владения были разделены между сыновьями. Одон получил восточную часть отцовских владений от Вика до Мовзена, и от Монтескью до Валанса, за которой сохранилось название Фезансак. Бернар I получил западную часть, включавшую кантоны Рискль, Эньян, Ногаро и Казобон, которая получила название графства Арманьяк. Неизвестно, кому из них достался Озан. Аббат Монлезён предполагает, что её получил Одон. Также в источниках у Гильема упоминается ещё один сын, Фределон, которого называют первым графом де Гор — области, в которую входили Сен-Пуи, Ласовета, Флёранс, Пойяк, Пуипти, Режомон и Сан-Лари.

### Брак и дети
Имя жены Гильема неизвестно. Дети:
- Раймон
- Одон Фальта (ум. до 985), граф де Фезансак
- Фределон , граф де Гор
- Бернар I Ле Луш (ум. ок. 995), граф д’Арманьяк, родоначальник дома д’Арманьяк
- Герсенда де Фезансак (ум. ок. 990); муж: Рамон II (умер в 960/970), граф Рибагорсы с 950/956